# غواصات فئة ريس
|}غواصات طراز «ريس» هي مجموعة من ست غواصات تم بناؤها بموجب ترخيص على أساس الغواصة الألمانية طراز 214 للبحرية التركية.

## تاريخ المشروع
في 28 ديسمبر 2006، أصدرت وكيلة وزارة الدفاع للصناعات الدفاعية التابعة لوزارة الدفاع الوطني التركية طلب تقديم عروض لبناء غواصة. بحلول الثاني والعشرين من نوفمبر/تشرين الثاني 2007، كانت شركات مثل شركة DCNS الفرنسية، وشركة Navantia الإسبانية، واتحاد ألماني/بريطاني يتألف من شركة Howaldtswerke-Deutsche Werft GmbH (HDW) وشركة Marine Force International LLP (MFI) قد قدمت مقترحاتها. وبعد الانتهاء من عملية التقييم، تم الإعلان في 22 يوليو/تموز 2008 عن القرار ببدء مفاوضات العقد أولاً مع شركة HDW/MFI. وبحلول أغسطس/آب 2008، بدأت المفاوضات. تم اختيار الغواصة من طراز 214 التي تعمل بالديزل والكهرباء من إنتاج شركة تيسين كروب والمزودة بنظام دفع مستقل عن الهواء (AIP)، وتم تحديد موعد بدء البرنامج في أوائل عام 2009.
تم توقيع العقد بين وكيل وزارة الدفاع التركية للصناعات الدفاعية وتحالف HDW/MFI في 2 يوليو 2009. وبلغت قيمة المشروع 2,06 مليار € ، ودخل حيز التنفيذ في 22 يونيو/حزيران 2011. ومن المقرر بناء الغواصات في حوض بناء السفن البحرية «جولجوك» باستخدام مواد توفرها شركة HDW/MFI. ومن المقرر تحسين قدرة حوض بناء السفن فيما يتعلق ببناء وتجهيز الغواصات. يوجد العديد من الشركات التركية التي تشارك في المشروع كمقاولين غير مباشرين.

## الإنتاج
تم إنزال الغواصة الرئيسية، «بيريرايس» TCG Pirireis، في 28 سبتمبر 2015، وتم إطلاقها في 22 ديسمبر 2019. بدأت التجارب البحرية في ديسمبر 2022 ودخلت الخدمة في 24 أغسطس 2024. بدأت الغواصة الثانية، «هيزيرريس» TCG Hızırreis، التجارب البحرية خلال نفس الحفل، في حين تم إرساء الغواصة الثالثة، «مُراد ريس» TCG Murat Reis، للتجهيز. الغواصات الرابعة والخامسة والسادسة - TCG Aydınreis وTCG Seydialireis وTCG Selmanreis - قيد الإنشاء حاليًا.
ومن المقرر تسليم الغواصات الست من هذه الفئة إلى البحرية التركية على فترات زمنية مدتها عام واحد بدءًا من الغواصة الأولي في عام 2023.

## الصفات
الغواصات من فئة ريس هي غواصات من النوع 214 تتميز بنظام الدفع المستقل عن الهواء (AIP) باستخدام تقنية خلايا الوقود. تتمتع القوارب بالقدرة على نشر طوربيدات ثقيلة وصواريخ مضادة للسفن وزرع الألغام.

## غواصات الطراز
| اسم        | الراية | باني                             | وضعت | تم إطلاقه     | مفوض          | حالة                 | ملحوظة |
| ---------- | ------ | -------------------------------- | ---- | ------------- | ------------- | -------------------- | ------ |
| بيريريس    | إس-330 | حوض بناء السفن البحرية في جولجوك | 2015 | مارس 2021     | 24 أغسطس 2023 | في الخدمة.           |        |
| هيزيرريس   | س-331  | حوض بناء السفن البحرية في جولجوك | 2017 | 25 مايو 2023  |               | تحت التجارب البحرية. |        |
| مُراد ريس   | س-332  | حوض بناء السفن البحرية في جولجوك | 2018 | 24 يونيو 2024 |               | في الرصيف العائم.    |        |
| أيدين ريس  | س-333  | حوض بناء السفن البحرية في جولجوك | 2019 |               |               | تحت الإنشاء.         |        |
| سيدياليريس | س-334  | حوض بناء السفن البحرية في جولجوك | 2020 |               |               | تحت الإنشاء.         |        |
| سلمان ريس  | س-335  | حوض بناء السفن البحرية في جولجوك | 2022 |               |               | تحت الإنشاء.         |        |